# Propositura dei Santi Giusto e Clemente
De Propositura dei Santi Giusto e Clemente (Nederlands:Kerk van de heiligen Justinus en Clementius) is een rooms-katholieke kerk in het Italiaanse Castelnuovo Berardenga.
De kerk werd tussen 1843 en 1846 gebouwd in opdracht graaf Alessandro Lucarini Saracenen. Architect Agostino Fantastici ontwierp een Griekse Kruiskerk in neoclassicistische stijl. Dit komt duidelijk tot uiting in de klassieke portico voor de kerk, met vier zuilen in de Ionische orde, die het hoofdgestel en fronton dragen.
Op de architraaf staat de inscriptie Deo Redemptori - In Honorem SS Justi e Clementis (God de Verlosser - Ter ere van de heiligen Justinus en Clementius).
In de kerk hangen diverse kunstwerken. Het centrale altaarstuk van de Madonna met Kind en Engelen werd in 1426 door Giovanni di Paolo geschilderd. Verder hangen er schilderijen van onder meer Alessandro Casolani en Ventura Salimbeni

## Trivia
In deze kerk trouwden Wesley Sneijder en Yolanthe Cabau van Kasbergen op 17 juli 2010.

## Bron
- Dit artikel of een eerdere versie ervan is een (gedeeltelijke) vertaling van het artikel Propositura dei Santi Giusto e Clemente op de Italiaanstalige Wikipedia, dat onder de licentie Creative Commons Naamsvermelding/Gelijk delen valt. Zie de bewerkingsgeschiedenis aldaar.